# Liste des publications d'Astérix

La série Astérix compte quarante albums publiés aux éditions Dargaud puis Hachette et Albert René. La série a également été publiée pendant quatorze ans dans le journal Pilote. Cette bande dessinée est aussi déclinée d'autres formats dont des films d'animation et de prises de vues réelles.

## Albums

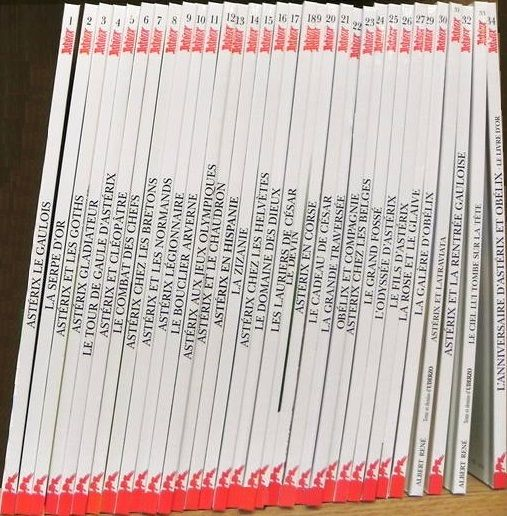
La collection Astérix classique.

### Albums:La collection Pilote
Scénario : René Goscinny / Dessins : Albert Uderzo (Pilote , Paris)
1. Astérix le Gaulois - juillet 1961
2. La Serpe d'or - juillet 1962
3. Astérix et les Goths - juillet 1963
4. Astérix gladiateur - juillet 1964
5. Le Tour de Gaule d'Astérix - janvier 1965
6. Astérix et Cléopâtre - juillet 1965

### Albums:La collection dite «au Menhir»
Scénario : René Goscinny / Dessins : Albert Uderzo (Dargaud, Paris)
1. Astérix le Gaulois - juillet 1966
2. La Serpe d'or - juillet 1966
3. Astérix et les Goths - juillet 1966
4. Astérix gladiateur - juillet 1966
5. Le Tour de Gaule d'Astérix - juillet 1966
6. Astérix et Cléopâtre - juillet 1966
7. Le Combat des chefs - janvier 1966
8. Astérix chez les Bretons août 1966
9. Astérix et les Normands - octobre 1966
10. Astérix légionnaire - juillet 1967
11. Le Bouclier arverne -  janvier 1968
12. Astérix aux Jeux olympiques - juillet 1968
13. Astérix et le chaudron - janvier 1969
14. Astérix en Hispanie - octobre 1969
15. La Zizanie - avril 1970
16. Astérix chez les Helvètes - octobre 1970
17. Le Domaine des dieux - octobre 1971
18. Les Lauriers de César - janvier 1972
19. Le Devin - octobre 1972
20. Astérix en Corse - avril 1973
21. Le Cadeau de César - juillet 1974
22. La Grande Traversée - avril 1975
23. Obélix et Compagnie - avril 1976
24. Astérix chez les Belges janvier 1979

Scénario et dessins : Albert Uderzo (Les  Éditions Albert René, Paris)
1. Le Grand Fossé - juin 1980
2. L'Odyssée d'Astérix - octobre 1981
3. Le Fils d'Astérix - octobre 1983
4. Astérix chez Rahàzade - octobre 1987
5. La Rose et le Glaive - 18 octobre 1991
6. La Galère d'Obélix -  24 octobre 1996
7. Astérix et Latraviata - mars 2001
8. Astérix et la Rentrée gauloise - 16 octobre 2003[n 2], scénario avec René Goscinny
9. Le ciel lui tombe sur la tête - 14 octobre 2005
10. L'Anniversaire d'Astérix et Obélix - Le Livre d'or -  22 octobre 2009

Scénario : Jean-Yves Ferri / Dessins : Didier Conrad (Albert René, Paris)
1. Astérix chez les Pictes - 24 octobre 2013
2. Le Papyrus de César - 22 octobre 2015
3. Astérix et la Transitalique - 19 octobre 2017
4. La Fille de Vercingétorix - 24 octobre 2019
5. Astérix et le Griffon -  21 octobre 2021

Scénario : Fabcaro / Dessins : Didier Conrad (Albert René, Paris)
1. L'Iris blanc - 26 octobre 2023
2. Astérix en Lusitanie - 23 octobre 2025

## Livres illustrés
Astérix le Gaulois a également donné lieu à des albums qui ne sont pas des bandes dessinées mais des livres illustrés.

### Albums tirés des adaptations cinématographiques
- Les Douze Travaux d'Astérix (1976 et 2016). Cinq versions différentes existent.
- Astérix et la Surprise de César (1985)
- Astérix et le Coup du menhir (1989)
- Astérix et les Indiens (1994)
- Astérix et les Vikings (2006)
- Astérix aux Jeux olympiques (2008)
- Astérix et Obélix : Au service de Sa Majesté (2012)
- Le Secret de la potion magique (2018, dessins de Fabrice Tarrin)
- L'Empire du Milieu (2023, dessins de Fabrice Tarrin)

### Albums parus chezRouge et Or
Textes et illustrations d'Albert Uderzo, 1983.
- L'Abominable Horrifix
- Jéricocorix
- La Course de chars
- Le Feu de pommes
- Marmaille et Pagaille
- L'Eau du ciel
- Les pirates
- L'Illustrissime Belcantus

### Hors-collection
- Comment Obélix est tombé dans la marmite du druide quand il était petit (texte de René Goscinny illustré par Albert Uderzo) : réédition en 1989 en format album illustré d'une histoire publiée dans Pilote en 1965.
- Le Livre d'Astérix le Gaulois (1999)
- Le Menhir d'or : réédition en 2020 en format album illustré d'un livre-disque datant de 1967[1].

### Hors série
- Les 40 banquets - À table avec de grands chefs gaulois ! - Publié le 18 septembre pour la 40e campagne des Restaurants du Coeur, automne/hiver 2024-2025[2],[3],[4].

### Albums promotionnels
Offerts par Total en 1992. Ces trois albums sont des compilations d'extraits des albums originaux, chacun abordant un thème donné.
- Histoire de voyage
- Histoire de pirates
- Histoire de sports

Offert par Chevron :
- Les 12 travaux d'Astérix, volumes 1 et 2. Version différente de l'album de la collection officielle. Ici au format strip.

## Livres d'hommage par d'autres artistes
- Uderzo croqué par ses amis (1996).
- Astérix et ses amis : Pour les 80 ans d'Albert Uderzo, une trentaine d'artistes de bande dessinée créent quelques planches consacrées à l'univers d'Astérix (2007).
- Générations Astérix – L’album hommage : 60 autrices et auteurs de la bande dessinée française et internationale célèbrent le 60e anniversaire d'Astérix[5],[6] (2019).

## Livres-jeux
Un des personnages de la série, le jeune Goudurix, neveu d'Abraracourcix a été le héros d'une série baptisée Alea Jacta Est! de quatre livres-jeux, parus dans les années 1980 et basés sur le concept des livres dont vous êtes le héros.
- Le Rendez-vous du chef, Éditions Albert René, 1988,  (ISBN 2-86497-023-6)
- La Vedette armoricaine, Éditions Albert René, 1988,  (ISBN 2-86497-024-4)
- L'Affaire des faux menhirs, Éditions Albert René, 1988,  (ISBN 2-86497-031-7)
- Le Grand Jeu, Éditions Albert René, 1989,  (ISBN 2-86497-028 7)

## Publications dans la revue Pilote
| Titre                                                     | Début         | Fin    | Type                |
| --------------------------------------------------------- | ------------- | ------ | ------------------- |
| Astérix le Gaulois                                        | Pilote no 0   |        | Extrait d'une page  |
| Astérix le Gaulois                                        | Pilote no 1   | no 38  | Histoire à suivre   |
| Rendez–vous avec Obélix et Astérix chez vous              | Pilote no 21  |        | Couverture          |
| La Serpe d'or                                             | Pilote no 42  | no 74  | Histoire à suivre   |
| Enfin Astérix revient                                     | Pilote no 81  |        | Annonce             |
| Astérix et les Goths                                      | Pilote no 82  | no 122 | Histoire à suivre   |
| Astérix gladiateur                                        | Pilote no 125 |        | Annonce             |
| Astérix gladiateur                                        | Pilote no 126 | no 168 | Histoire à suivre   |
| Le Tour de Gaule d'Astérix                                | Pilote no 172 | no 213 | Histoire à suivre   |
| Astérix en dessin animé                                   | Pilote no 180 |        | Couverture          |
| Annonce de Astérix et Cléopatre                           | Pilote no 214 |        | Annonce             |
| Astérix et Cléopâtre                                      | Pilote no 215 |        | Couverture          |
| Astérix et Cléopâtre                                      | Pilote no 215 | no 257 | Histoire à suivre   |
| Nous vous souhaitons un bon et joyeux 1963                | Pilote no 218 |        | Couverture          |
| Joyeuses Pâques                                           | Pilote no 230 |        | Dessin              |
|                                                           | Pilote no 259 |        | Annonce             |
| Conférence de presse                                      | Pilote no 260 |        | Récit d'une page    |
| Pilote an 2000                                            | Pilote no 261 |        | Couverture          |
| Le Combat des chefs                                       | Pilote no 261 | no 302 | Histoire à suivre   |
| Saint–Yorre                                               | Pilote no 276 |        | Pub                 |
| Un poisson d’avril est caché dans ce dessin. Trouvez–le ! | Pilote no 284 |        | Couverture          |
| Comment Obélix est tombé dans la marmite du druide        | Pilote no 291 |        | Nouvelle            |
| Spécial vacances !                                        | Pilote no 295 |        | Couverture          |
| Lectio omnibus                                            | Pilote no 306 |        | Récit d'une page    |
| Astérix chez les Bretons                                  | Pilote no 307 |        | Couverture          |
| Astérix chez les Bretons                                  | Pilote no 307 | no 334 | Histoire à suivre   |
| Joyeux Noël                                               | Pilote no 321 |        | Couverture          |
| Spécial printemps géant                                   | Pilote no 334 |        | Couverture          |
| Le printemps gaulois                                      | Pilote no 334 |        | Récit de deux pages |
| Astérix et les Normands                                   | Pilote no 339 |        | Annonce             |
| Astérix et les Normands                                   | Pilote no 340 |        | Couverture          |
| Astérix et les Normands                                   | Pilote no 340 | no 361 | Histoire à suivre   |
| Bon voyage !                                              | Pilote no 347 |        | Couverture          |
| Les voyages gaulois                                       | Pilote no 347 |        | Nouvelle            |
| Tout sur la gastronomie                                   | Pilote no 359 |        | Couverture          |
|                                                           | Pilote no 363 |        | Couverture          |
| Rentrée gauloise                                          | Pilote no 363 |        | Récit deux pages    |
| Astérix légionnaire                                       | Pilote no 366 |        | Annonce             |
| Astérix revient                                           | Pilote no 367 |        | Rédactionnel        |
| Astérix légionnaire                                       | Pilote no 368 |        | Couverture          |
| Astérix légionnaire                                       | Pilote no 368 | no 389 | Histoire à suivre   |
|                                                           | Pilote no 372 |        | Couverture          |
| Le Bouclier arverne                                       | Pilote no 396 |        | Annonce             |
| Annonce pour Le Bouclier arverne                          | Pilote no 398 |        | Récit d'une page    |
|                                                           | Pilote no 399 |        | Couverture          |
| Le Bouclier arverne                                       | Pilote no 399 | no 421 | Histoire à suivre   |
|                                                           | Pilote no 424 |        | Couverture          |
| Au gui l’an IX                                            | Pilote no 424 |        | Récit de deux pages |
| Astérix et Obélix vedettes de cinéma                      | Pilote no 426 |        | Couverture          |

## Format audio

### Livre-disque
Des éditions en format 33 tours ont été publiés.
- Astérix le Gaulois (1960)[7]
- La Serpe d'or (1962)[7]
- Le Menhir d'or (1967)[8] (Réenregistrement 2020)
- Les Douze Travaux d'Astérix (1976)[9]

## Cinéma et télévision

### Liste des œuvres d'animation

#### Films
Dessin animé
- 1967 : Astérix le Gaulois
- 1968 : Astérix et Cléopâtre
- 1976 : Les Douze Travaux d'Astérix
- 1985 : Astérix et la Surprise de César
- 1986 : Astérix chez les Bretons
- 1989 : Astérix et le Coup du menhir
- 1994 : Astérix et les Indiens
- 2006 : Astérix et les Vikings

Animation 3D
- 2014 : Astérix : Le Domaine des dieux
- 2018 : Astérix : Le Secret de la potion magique
- 2019 : Attention Menhir ! (un film 4D présenté dans un théâtre du Parc Astérix)
- 2026 : Astérix et le Royaume de Nubie

#### Séries télévisées
- 1990 : En avant Astérix
- 1991 : À l'air d'Astérix
- 2025 : Astérix et Obélix : Le Combat des chefs

### Liste des œuvres en prise de vues réelles

#### Téléfilm
- 1967 : Deux Romains en Gaule : Astérix et Obélix apparaissent sous forme de dessins animés.

#### Cinéma
- 1999 : Astérix et Obélix contre César
- 2002 : Astérix et Obélix : Mission Cléopâtre
- 2008 : Astérix aux Jeux olympiques
- 2012 : Astérix et Obélix : Au service de Sa Majesté
- 2023 : Astérix et Obélix : L'Empire du Milieu

## Idéfix et les Irréductibles

### Série télévisée d'animation
- 2021 : Saison 1
- 2024 : Saison 2

### Albums
1. Pas de quartier pour le latin ! - 2021
2. Les Romains se prennent une gamelle ! - 2022
3. Ça balance pas mal à Lutèce ! - 2022
4. Les Irréductibles font leur cirque - 2023
5. Idéfix et le druide - 2023
6. La Forêt lumière - 2024
7. La Traversée de Lutèce - 2024
8. À la poursuite du flacon vert - 2025

## Jeux vidéo
- 1983 : Astérix sur Atari 2600[12]
- 1983 : Obélix sur Atari 2600[13]
- 1986 : Astérix et la Potion magique sur Amstrad CPC, Amstrad PC-1512, PC et Thomson[14]
- 1986 : Astérix and the Magic Cauldron sur Amstrad CPC, Commodore 64 et ZX Spectrum[15]
- 1986 : Astérix und Obélix: Die Odyssee sur Commodore 64[n 3],[16],[17],[18]
- 1987 : Astérix chez Rahàzade sur Amiga, Amstrad CPC, Atari ST, Commodore 64, PC et Thomson[19]
- 1989 : Astérix : Le Coup du menhir sur Amiga, Atari ST et PC[20]
- 1991 : Astérix sur Master System[21]
- 1992 : Astérix sur arcade[22]
- 1993 : Astérix sur Game Boy, Nintendo Entertainment System et Super Nintendo[23]
- 1993 : Astérix and the Secret Mission sur Game Gear et Master System[24]
- 1993 : Astérix : Le Défi de César sur CD-i, Mac et PC[25],[26],[27]
- 1993-1994 : Astérix and the Great Rescue sur Game Gear, Master System et Mega Drive[28],[29]
- 1995 : Astérix et le Pouvoir des dieux sur Mega Drive[30]
- 1995-1996 : Astérix et Obélix sur Game Boy, Game Boy Color, PC et Super Nintendo[31],[32]
- 1997 : Astérix & Obélix : À la recherche de l'or noir[n 4] sur PC[33]
- 1999 : Astérix et Obélix contre César sur Game Boy Color, PC et PlayStation[34]
- 1999-2000 : Astérix : La Bataille des Gaules[n 5] sur PC et PlayStation[35]
- 2000 : Astérix : Sur la trace d'Idéfix sur Game Boy Color[36]
- 2001 : Astérix Maxi-Delirium sur PC et PlayStation[37]
- 2002 : Astérix et Obélix : Paf ! Par Toutatis ! sur Game Boy Advance[38]
- 2003 : Astérix et Obélix XXL sur Game Boy Advance, GameCube, PC et PlayStation 2[39]
- 2005 : Astérix et Obélix XXL 2 : Mission Las Vegum sur PC et PlayStation 2[40]
- 2005 : Astérix : Sauver Obélix sur téléphones mobiles
- 2006 : Astérix et Obélix XXL 2 : Mission Ouifix sur Nintendo DS et PSP[41]
- 2006 : Astérix et les Vikings sur téléphones mobiles[42]
- 2007 : Astérix aux Jeux olympiques sur Nintendo DS, PC, PlayStation 2, téléphones mobiles, Wii et Xbox 360[43],[44]
- 2007 : Astérix et Cléopâtre sur téléphones mobiles[45]
- 2008 : Astérix : Drôles d'Exercices ! sur Nintendo DS[46]
- 2009 : Astérix : Ils sont fous ces Romains ! sur Nintendo DS[47]
- 2009 : Astérix & Obélix chez Cléopâtre sur téléphones mobiles
- 2013 : Astérix et ses amis sur Android, iOS et navigateur Web[48],[49],[50],[51],[52]
- 2013 : Astérix : Mégabaffe sur Android et iOS[53],[54]
- 2013 : Astérix : Totale Riposte sur Android et iOS[55]
- 2014 : Astérix : Le Domaine des dieux sur Nintendo 3DS[56]
- 2018 : Astérix et Obélix XXL 2 : Mission Las Vegum sur PC, PlayStation 4, Nintendo Switch et Xbox One
- 2019 : Astérix et Obélix XXL 3 : Le Menhir de cristal sur PC, PlayStation 4, Nintendo  Switch et Xbox One
- 2020 : Astérix et Obélix XXL Romastered sur PC, PlayStation 4, Nintendo Switch et Xbox One[57]
- 2021 : Astérix et Obélix : Baffez-les tous ! sur PC, PlayStation 4, Nintendo Switch et Xbox One
- 2022 : Astérix et Obélix XXXL : Le Bélier d'Hibernie sur Nintendo Switch, PlayStation 4 et 5, PC/Mac et Xbox Series X et S
- 2023 : Asterix & Obélix : Baffez-les tous ! 2 sur PC, PlayStation 4 et 5, Nintendo Switch, Xbox One, Xbox Series X et S[58]
- 2024 : Astérix : Mission Potions ! en réalité virtuelle[59]